# Як-141
Як-141 (внутреннее обозначение: изделие 48/48М) — многоцелевой сверхзвуковой всепогодный палубный истребитель вертикального/короткого взлёта и посадки разработки ОКБ Яковлева. Стал третьим в мире СВВП (после EWR VJ 101 и Dassault Mirage IIIV), преодолевшим скорость звука. Як-141 предназначался для обеспечения прикрытия авианосных соединений от авиации противника, завоевания и удержания господства в воздухе, ведения ближнего манёвренного и дальнего боя, а также для нанесения ударов по наземным и надводным целям.
Самолёт разрабатывался с середины 1970-х и совершил первый полёт в 1987 году. Предполагалось, что Як-141 войдут в состав авиагруппы тяжёлых авианесущих крейсеров «Новороссийск», «Баку» (будущий «Адмирал Горшков»), «Тбилиси» (будущий «Адмирал Кузнецов»), «Рига» (будущий «Варяг») и «Ульяновск», заменят Як-38 на крейсерах «Киев» и «Минск», а также будут использоваться в Военно-воздушных силах. Однако испытания новой машины затянулись, и первую посадку на палубу авианесущего корабля Як-141 совершил лишь в 1991 году. Наступивший после распада СССР кризис, случившаяся с одним из опытных образцов авария, а также сложившееся к тому времени негативное отношение военных к «вертикалкам» в сумме привели к прекращению финансирования и закрытию проекта в 1992 году. Оба лётных образца Як-141 сохранились и являются экспонатами музеев.

## История

### Предпосылки создания
Долгое время в СССР отрицалась роль авианосцев, которые называли не иначе как «оружие агрессии». А в подобном оружии Советский Союз, по мнению руководства страны, не нуждался. Военно-морской флот виделся руководству страны исключительно как оборонительный, действующий вблизи родных берегов. В таком виде его воздушное прикрытие вполне могла обеспечить морская авиация аэродромного базирования. Немногочисленные проекты создания авианесущих кораблей закрывались на ранних стадиях, так и не воплотившись в жизнь.
Однако появление в конце 1950-х новой угрозы в виде атомных подводных лодок с баллистическими ракетами вынудило Советский Союз выйти в Мировой океан. Главными задачами флота стали поиск подводных лодок-ракетоносцев вероятного противника и слежение за ними, что позволяло при необходимости мгновенно их уничтожить. Для этой цели были созданы первые в СССР вертолёты корабельного базирования — Ка-10, Ка-15 и Ка-25. Последний получил широкое распространение и был добавлен к вооружению крупных боевых кораблей.
Следующим шагом стали проектирование и постройка противолодочных крейсеров (ПКР) проекта 1123 «Кондор». В кормовой части этих кораблей имелась широкая полётная палуба, позволявшая осуществлять взлётно-посадочные операции одновременно нескольких вертолётов. Авиагруппа включала 14 вертолётов Ка-25. Однако в ходе эксплуатации двух построенных кораблей серии было выяснено, что для обеспечения постоянного поиска и слежения за подводными лодками необходимо иметь на борту большее количество вертолётов. Соответствующие изменения были заложены в планировавшийся к постройке третий ПКР.
В это же время в СССР набирала обороты программа создания самолётов вертикального взлёта и посадки (СВВП). Испытания летающего стенда — Турболёта, а затем и экспериментального самолёта Як-36 продвигались очень интенсивно. После демонстрации Як-36 высшему политическому и военному руководству страны самолётом заинтересовались представители ВМФ. Конструкторам поручили проработать возможность использования СВВП на планировавшемся к закладке третьем ПКР проекта 1123 — «Киеве».
Як-36, несмотря на все попытки разработчиков улучшить его конструкцию, оставался лишь экспериментальной машиной, неспособной нести хоть какое-то вооружение. Тем не менее, его испытания дали значительное количество информации, позволившей создать уже полноценный боевой СВВП Як-36М, пошедший в серию как Як-38. Вместо третьего «Кондора» были спроектированы и построены корабли нового класса — тяжёлые авианесущие крейсера (ТАКРы) проекта 1143 «Кречет». На них имелись «фирменные» атрибуты авианосцев — сдвинутая на правый борт надстройка («остров»), угловая полётная палуба и большой подпалубный ангар с двумя самолётоподъёмниками.
В ходе эксплуатации Як-38 были выявлены серьёзные недостатки машины, уменьшавшие её боевой потенциал. Самолёт обладал маленьким боевым радиусом и небольшой боевой нагрузкой. Кроме того, использование «Яков» в южных широтах было сильно затруднено из-за ухудшения тяговых характеристик двигателей при высоких температурах. Улучшение конструкции Як-38 осуществлялось в несколько этапов. Для увеличения боевого радиуса была внедрена методика осуществления взлёта с коротким разбегом (ВКР). Следующим шагом стали разработка и пуск в серийное производство модернизированной версии штурмовика — Як-38М. Было разработано множество проектов дальнейшего улучшения характеристик Як-38 (Як-38И, Як-38МП, Як-38МЦ и др.). Последним этапом была разработка на базе «тридцать восьмого» нового многоцелевого самолёта Як-39, который, помимо прочего, должен был нести многорежимную бортовую РЛС, что расширяло номенклатуру применяемого вооружения. Но все эти проекты постепенно были закрыты, в то время как силы ОКБ Яковлева сконцентрировались на разработке совершенно нового, уже сверхзвукового СВВП.

### Проектирование
Первые проработки облика будущего самолёта начались в ноябре 1973 года, когда Як-38 ещё даже не совершил первую посадку на авианесущий крейсер. Предполагалось, что самолёт будет сверхзвуковым, будет иметь бортовую РЛС и увеличенный боевой радиус. Несмотря на то, что сверхзвуковые СВВП уже были созданы за рубежом (немецкий EWR VJ 101 и французский Dassault Mirage IIIV), все они являлись исключительно опытными машинами, в то время как новый «Як» создавался сразу как серийный боевой самолёт. Так что, как и при разработке Як-38, конструкторам пришлось идти своим собственным путём. Создание новой машины было увязано с созданием принципиально нового подъёмно-маршевого двигателя — ТРДДФ Р79В-300 (изделие 79). Работы над ним шли в АМНТК «Союз» под руководством О. Н. Фаворского.
26 июня 1974 года вышла директива ЦК КПСС и Совета министров СССР, которая официально дала начало разработке нового СВВП и установила срок предъявления готового проекта. На ранней стадии подразумевалось использование единой силовой установки с одним ПМД тягой 15 000 кгс. Был собран первый полноразмерный макет самолёта. Но уже в ходе работ над ним стало понятно, что машину с такой компоновкой будет почти невозможно стабилизировать на вертикальных режимах полёта. Государственная комиссия, ознакомившись с макетом, пришла к тем же выводам. Поэтому было принято решение о переходе к комбинированной силовой установке, опыт создания и эксплуатации которой уже был получен на Як-38. В 1975 году проектируемый самолёт получил индекс Як-41 и внутреннее обозначение изделие 48. Очередная директива ЦК и Совмина, появившаяся 11 ноября 1977 года, предписывала ОКБ Яковлева и АМНТК «Союз» разработать, соответственно, палубный истребитель ВВП Як-41 и ПМД Р79В-300 для него. Директива содержала список основных требований к ним, а также срок представления самолёта на государственные испытания — 1982 год. 30 марта и 5 апреля 1978 года свои требования к новой машине представили, соответственно, главком ВМФ Адмирал Флота Советского Союза Горшков и главком ВВС Главный маршал авиации Кутахов.
Первое время рассматривался вариант компоновки, в котором два подъёмных двигателя были размещены в носу самолёта, между РЛС и кабиной пилота. Однако оказалось, что в этом случае их выхлопные газы будут попадать в воздухозаборники подъёмно-маршевого двигателя. Тогда было решено использовать схему Як-38 и разместить отсек с ПД за кабиной лётчика. ПМД имел единственное поворотное сопло, которое должно было быть расположено вблизи центра масс самолёта. Поэтому конструкторам пришлось использовать нестандартную схему с двумя охватывающими зону выхлопа двигателя консольными балками, на которых размещались вертикальное оперение и цельноповоротные стабилизаторы. В отличие от Як-38, который был среднепланом, «сорок первый» проектировался как высокоплан, а его крыло должно было иметь специальные наплывы в корневой части. Как и у многих палубных самолётов, крыло Як-41 должно было складываться, чтобы он занимал меньше места в ангаре авианесущего крейсера.
К июлю 1980 года общие вопросы о компоновке и внутреннем устройстве Як-41 были решены, и ОКБ приступило к детальной проработке проекта. На случай, если Р79 не обеспечит требуемых характеристик, прорабатывался вариант использования вместо него сильно модифицированного ТРДДФ Д-30. Однако все работы по этой линии были прекращены в 1982 году по личному распоряжению генерального конструктора А. С. Яковлева. Был собран новый макет, который успешно прошёл государственную комиссию (её возглавлял генерал-полковник А. Н. Томашевский). За этим последовало решение о постройке опытной партии из четырёх самолётов. Первая машина (изделие 48-1) предназначалась для наземных испытаний силовой установки и всех бортовых систем. Вторая (изделие 48-2) и третья (изделие 48-3) машины были лётными образцами, которые предназначались, соответственно, для испытаний в обычном режиме полёта и в режиме ВВП. Четвёртая машина (изделие 48СИ) предназначалась для статических испытаний. Одновременно шли работы над учебно-тренировочной версией «Яка» с удлинённым фюзеляжем и тандемным расположением сидений лётчиков, получившей индекс Як-41УТ и внутреннее обозначение изделие 48У. Также предполагалось проработать возможность создания штурмовика на базе данной машины.
В ОКБ планировали приступить к лётным испытаниям в 1982 году, как и было предписано директивой Совмина. Но возникшие технологические трудности не позволили уложиться в срок. Одной из основных проблем стала разработка поворотного сопла для ПМД. Изначально в АМНТК «Союз» прорабатывался вариант с плоским двухкоординатным соплом, но из-за отсутствия опыта в этой области было решено перейти к традиционному осесимметричному соплу. Для его поворота было использовано оригинальное решение — сопло разделялось на три сегмента, которые, вращаясь в противоположных направлениях относительно друг друга, обеспечивали отклонение вектора тяги в вертикальной плоскости до угла в 95° (он использовался при ВВП). Для осуществления взлёта с коротким разбегом сопло становилось в положение 62°. Впервые в мировой практике стало возможно использовать форсаж как на горизонтальном, так и на вертикальном режимах (хотя согласно некоторым источникам сопло подобной конструкции к тому времени уже было проработано и испытано фирмой Rolls-Royce на наземных стендах). Из-за задержек в разработке сопла 25 ноября 1983 года вышло распоряжение, откладывающее государственные испытания Як-41 на 1985 год.

### Незаконченные испытания
В первом квартале 1984 года была закончена сборка образца для наземных испытаний (изделие 48-1), который получил бортовой номер 48. Однако перевезти его из сборочного цеха на испытательную площадку удалось лишь к июню по причине задержки поставки первого двигателя Р79В-300. Второй готовый к полётам двигатель привезли в июле — он предназначался для испытаний на летающей лаборатории Ту-16ЛЛ (б/н 02), которые начались в августе.
Вторая половина 1984 года стала для проекта трудной — 17 августа ушёл на пенсию генеральный конструктор КБ Александр Яковлев, а 20 декабря умер министр обороны СССР Дмитрий Устинов, который был активным сторонником применения СВВП. Однако работы всё равно продолжались. Было принято решение о постройке стенда сил и моментов (ССМ) для испытаний изделия 48-1. Их целью было определение рабочих параметров силовой установки при различных положениях ЛА в пространстве. Главным было определить воздействие выхлопных газов двигателей на обшивку самолёта. Испытания включали три этапа: этап «Г» — отработка режима горизонтального полёта, продолжался с 26 сентября до 12 декабря 1984 года; этап «В» — режим висения, 8 февраля — 25 августа 1985 года; и последний этап — испытания машины на переходном режиме от висения к горизонтальному полёту и обратно, который длился с 5 июня 1986 года до 24 апреля 1987 года. Всего за это время было осуществлено 94 запуска силовой установки, а в течение 1989 года — ещё 63. Позже, в 1991 году, ССМ использовался для замера воздействия выхлопных газов на подвешенные на подкрыльевых пилонах объекты, чтобы убедиться, что вооружение не перегреется и не сдетонирует во время ВВП.
Второй Як-41 (изделие 48-2, первый лётный образец) был окончательно собран в декабре 1985 года и получил б/н 75. Он имел важное отличие от первого прототипа — у него имелись струйные рули для отклонения по курсу, расположенные в концах хвостовых балок. В это же время специалистам из ОКБ наконец удалось получить двигатель Р79В-300 с требуемой максимальной тягой в 15 500 кгс. Он был тут же установлен на самолёт, который 5 мая 1986 года доставили в ЛИИ им. Громова. В июле была завершена сборка изделия 48СИ, приступившего к испытаниям 5 сентября. Испытания продолжались до 31 марта следующего года.
В этот момент проявил себя ещё один неприятный для хода испытаний фактор — заказчик начал менять свои требования к будущему самолёту. Тот теперь должен был стать многоцелевым, способным к укороченному взлёту, нести большую номенклатуру вооружения и встроенную пушку ГШ-30-1, а также обладать более совершенным прицельно-навигационным комплексом. Самолёт получает новый индекс Як-41М и внутреннее обозначение изделие 48М. Представителям ВВС и ВМФ был показан его полноразмерный макет. Специалисты Саратовского авиазавода (здесь предполагалось серийное производство машины) подсчитали, что полный производственный цикл нового «Яка» составляет 420 суток. В то же время испытания опытной партии постоянно затягивались из-за срыва АМНТК «Союз» сроков поставки двигателей.
В феврале 1987 года ЦИАМ издал доклад, который дал добро на полёты Як-41. Ведущим лётчиком-испытателем по этой программе стал А. А. Синицын, который уже имел опыт полётов на Як-38. Сперва он тренировался на разработанном в ОКБ симуляторе Як-41, а затем провёл много времени на изделии 48-1 (оно всё ещё находилось на ССМ), привыкая к поведению машины. За этим последовали рулёжки по ВПП и висение на малых высотах уже лётного образца, изделия 48-2. 9 марта 1987 года Андрей Синицын впервые поднял «сорок первого» в воздух и совершил на нём первый полёт по самолётному профилю. 12 и 16 марта были совершены ещё два схожих полёта. После этого три двигателя Р79, с изделий 48-1 и 48-2, а также испытывавшийся на Ту-16ЛЛ, были возвращены производителю для проверки и внесения некоторых изменений. В течение 1989 года было совершено ещё 6 полётов в горизонтальном режиме.
В это же время новый самолёт был обнаружен американскими разведывательными спутниками и получил временное кодовое обозначение RAM-T («RAM» означает место обнаружения неизвестного ранее ЛА — аэродром Раменское). Весной 1988 года «Як» был впервые публично упомянут контр-адмиралом Уильямом Студеманом, директором военно-морской разведки ВМС США, уже под обозначением Freestyle. Изображение нового советского СВВП появилось в ежегоднике «Soviet Military Power». Кроме того, есть информация, что Як-41 мог носить кодовое обозначение Fulmar.
В июне 1987 года закончилась сборка второго лётного образца (изделие 48-3), получившего б/н 77. В отличие от первого образца, здесь струйные рули в концах хвостовых балок отсутствовали — их заменили единственным маленьким поворачивающимся соплом в носовой части машины. Конструкция корпуса во многих местах была усилена после получения результатов исследований, проведённых на изделии 48СИ. 2 апреля 1989 года он совершил свой первый полёт. Из-за отставания по срокам вновь было изменено обозначение машины — на Як-141. 29 декабря состоялся первый полёт в режиме висения, а 13 июня 1990 года — уже по полному профилю, с вертикальными взлётом и посадкой. К 30 января 1991 года число полётов на двух машинах достигло 108.
В апреле 1991 года лётчик-испытатель Андрей Синицын подтвердил уникальные возможности машины, поставив на «Яке» 12 мировых рекордов по скороподъёмности, максимальной нагрузке и высоте полёта с грузом. Несмотря на то, что полёты проводились не в идеальных условиях (температура была выше +15 °C), они показали полное превосходство машины над «Харриером» при наличии подвешенных грузов (без них Як-141 уступал сопернику по скороподъёмности). При этом из-за повышенной температуры оставался запас около 10 секунд для возможных последующих рекордов.
24 сентября 1991 года оба лётных образца были отправлены в Североморск для испытаний на борту ТАКР «Адмирал Флота Советского Союза Горшков». 26 сентября лётчиком А. А. Синицыным была совершена первая посадка на палубу авианесущего крейсера. Через час В. А. Якимов привёл второй самолёт. 30 сентября был осуществлён первый взлёт с авианосца. Целью испытаний было определение совместимости самолёта и его систем с кораблём, а также отработка экстренного старта — поперёк полётной палубы прямо с технической позиции. Однако до отработки второго пункта дело так и не дошло из-за аварии.
5 октября 1991 года в полдень начались испытательные полёты. Сначала слетал Синицын на первом лётном экземпляре. Затем должен был лететь Якимов на втором. Его самолёт был тяжелее — в баки было залито большее количество топлива, а на подкрыльевых пилонах были подвешены макеты ракет. Лётчик также совершил взлёт с коротким разбегом, сделал круг и начал заходить на посадку. Самолёт медленно приблизился и наконец завис над палубой. Однако он начал снижаться быстрее, чем следовало. Машина упала на палубу, основные стойки шасси пробили стенки бака с горючим, и начался пожар. После неоднократных команд руководителя полётов Владимир Якимов катапультировался, и его тут же подобрал экипаж спасательного катера. Лётчик не пострадал. Горящий же самолёт потушили, но оказалось, что восстановить его для полётов не представляется возможным. Причиной аварии стала ошибка лётчика, который допустил превышение предельной вертикальной скорости снижения. В то же время и руководитель полётов не давал пилоту указаний обеспечить безопасную скорость снижения.

### Закрытие работ
Авария «Яка» № 2 стала настоящим ударом для всей программы. Она послужила формальным поводом приостановить испытания, хотя ранее планировалось также участие Як-141 и в государственных испытаниях нового ТАКР «Адмирал Флота Советского Союза Кузнецов». В условиях катастрофической ситуации в экономике разваливающегося Союза найти средства для постройки ещё одной опытной машины взамен разбившейся и продолжения испытаний было невозможно. Кроме того, у военных к этому времени сложилось достаточно негативное отношение к «вертикалкам» в целом, вызванное разочарованием после эксплуатации штурмовиков Як-38. Результатом всего этого стало прекращение к концу 1991 года финансирования программы, а затем и её окончательное закрытие в 1992 году.
В итоге, к лету 1992 года оба лётных образца в сумме выполнили более 250 полётов. В процессе испытаний было установлено 12 мировых рекордов скороподъёмности и высоты полёта с грузом.
Серийное производство перспективного самолёта так и не началось. Тогда сотрудники ОКБ попытались предложить Як-141 иностранцам. Оставшийся целым первый лётный экземпляр в новом окрасе был впервые показан мировой общественности на авиакосмическом салоне в Фарнборо 6—13 сентября 1992 года. Самолёт был высоко оценён, однако ни одного заказа на него так и не поступило (потенциальными покупателями считались Индия и Китай).
Лётные образцы Як-141 позже демонстрировались в России на Международном авиационно-космическом салоне (МАКС) (изделия 48-2 и 48-3 — в 1993 году и изделие 48-2 — в 1995 году), но только в статической экспозиции.
В 1990-х годах в ОКБ Яковлева на базе наработок по Як-141 был создан проект СВВП нового поколения, известного как Як-201 (а параллельно, в 1980-х разрабатывалась и «сухопутная» версия Як-141, Як-43), однако он также остался лишь на бумаге.
Недолгое сотрудничество ОКБ с американской компанией Локхид-Мартин также ни к чему не привело.
Доподлинно известна судьба лишь двух из четырёх опытных образцов Як-141. На сегодняшний день оба лётных экземпляра (изделия 48-2 и 48-3) находятся в музеях — первый в Музее техники Вадима Задорожного, другой в Центральном музее ВВС России. Есть информация, что хвостовая часть образца для испытаний силовой установки (изделие 48-1) была использована для восстановления изделия 48-3 после аварии. Что стало с остальной частью его корпуса — неизвестно. Также неизвестны местоположение и состояние образца для статических испытаний (изделие 48СИ).
Российский ВМФ отказался от дальнейших работ по палубным «вертикалкам» и сосредоточился на самолётах с горизонтальным взлётом и посадкой (Су-33, МиГ-29К, Су-25УТГ).
ТАКР «Адмирал Горшков» был продан для ВМС Индии.
Информации о разработке в России новых проектов самолётов вертикального взлёта и посадки, как и кораблей-носителей для них, нет.

## Современное состояние
Лишь в  2017 году заместитель министра обороны РФ Борисов Юрий Иванович заявил что в планах министерства «создание перспективного самолёта укороченного взлёта и посадки, возможно, вертикального взлёта и посадки… Это развитие „Яковской“ линии, которая была прекращена».
В августе 2018 бывший заместитель главкома ВВС России генерал-полковник Николай Антошкин и заслуженный лётчик-испытатель РФ, почётный президент авиакосмических салонов МАКС Магомед Толбоев рассказали RT о высокой актуальности создания самолётов с вертикальным взлётом и посадкой и что в этом проекте можно использовать наработки и опыт, полученные в ходе работы над Як-141. Заслуженный военный лётчик, заместитель главного редактора журнала «Авиапанорама» Владимир Попов заявил, что отказываться от такого направления деятельности в боевой авиации нецелесообразно и наиболее перспективным выглядит восстановление наработок по программе Як-141 и полноценное их использование с поправкой на то, что за последнее время появились новые материалы и технологии — «Есть возможность на 10—15 % улучшить эффективность качества работы с отдачей топливной автоматики, новых двигателей, а это много значит. Сегодня создать такой аппарат вертикального взлёта и посадки будет гораздо проще по материальной части, по материалам и автоматизированным системам управления, чем 20 лет назад».

## Конструкция

### Планер
Як-141 представляет собой свободнонесущий высокоплан, выполненный по нормальной аэродинамической схеме. Планер самолёта на 26 % (по массе) выполнен из композитов, остальная часть — из алюминиево-литиевых сплавов, обладающих малой массой и стойких к коррозии. Некоторые элементы конструкции выполнены из закалённой стали и жаропрочных титановых сплавов.

#### Фюзеляж
Фюзеляж типа полумонокок имеет прямоугольное сечение и выполнен по правилу площадей. В нижней его части установлены четыре щитка для повышения эффективности вертикального взлёта (2 поперечных подвижных и 2 продольных неподвижных). В хвостовой части над соплом ПМД располагается отсек с парашютом, предназначенным для остановки самолёта при горизонтальной посадке в случае отказа поворотного сопла.

#### Крыло
Крыло — трапециевидное прямой стреловидности с малым удлинением, имеет в корневой части наплывы. Параметры и профиль крыла выбраны таким образом, чтобы обеспечить достижение сверхзвуковых скоростей, возможность осуществлять длительный крейсерский полёт и вести манёвренный воздушный бой. Стреловидность крыла по передней кромке составляет 30°. Угол поперечного V крыла −4°. Для обеспечения базирования на авианесущих крейсерах крыло выполнено складывающимся, при этом его размах уменьшается с 10,1 до 5,9 м. В корневой и складывающейся частях расположены поворотные носки. Кроме того, в корневой части крыла расположены закрылки, а на складывающейся — элероны, имеющие механическую связь со струйными рулями.

#### Оперение
Оперение — двухкилевое, крепящееся к двум консольным балкам для обеспечения размещения между ними сопла подъёмно-маршевого двигателя. Оно включает в себя рули направления и цельноповоротные стабилизаторы. Размах стабилизаторов составляет 5,9 м.

#### Воздухозаборники
Воздухозаборники регулируемые, прямоугольной формы. Для регулировки их проходного сечения применяется система управления с помощью отклоняемого горизонтального клина. На боковой поверхности каждого из воздухозаборников расположены 4 клапана для дополнительной подпитки воздухом ПМД при его работе на земле. На левом воздухозаборнике, чуть позади клапанов, находится посадочно-рулёжная фара (на изделии 48-2 она расположена на нижней поверхности носовой части самолёта).

#### Шасси
Шасси трёхопорное со стойками рычажного типа. На носовой опоре установлено колесо КН-31 с шиной модели 1 (500×150 мм), а на задних опорах — по одному колесу КТ-69/4 III с шиной модели 31А (880×230 мм). Шасси способно выдержать удар о землю, эквивалентный падению самолёта с высоты 5 метров.

### Силовая установка
Силовая установка Як-141 состоит из одного подъёмно-маршевого двигателя Р79В-300 и двух подъёмных РД-41. Также для маневрирования при вертикальном полёте используются струйные рули, запитанные от ПМД.

#### Подъёмно-маршевый двигатель
Подъёмно-маршевый двигатель Р79В-300 разработки АМНТК «Союз» расположен внутри корпуса самолёта. Воздух к нему поступает от двух разнесённых воздухозаборников. Двигатель турбореактивный двухконтурный с форсажной камерой и управляемым вектором тяги. Особенностями двигателя являются: противоположное направление вращения роторов, повышенная газодинамическая устойчивость компрессоров и наличие уникальных вихревых горелок в основной камере сгорания. Двигатель имеет поворотное сопло с регулируемой площадью критического сечения, которое позволяет отклонять вектор тяги в вертикальной плоскости в диапазоне 95° вне зависимости от режима работы двигателя. Двигатель обеспечивает максимальную тягу в 10 977 кгс на бесфорсажном режиме и в 15 500 кгс при использовании форсажа.

#### Подъёмные двигатели
Два подъёмных двигателя РД-41 разработки Рыбинского КБ моторостроения расположены в специальном отсеке за кабиной лётчика под углом 10° к вертикальной оси. На стоянке или при горизонтальном полёте этот отсек сверху и снизу закрыт защитными створками (1 сверху, 2 снизу), причём верхняя обеспечивает приток воздуха к ПД. Створки автоматически открываются при запуске подъёмных двигателей. РД-41 — одновальный, одноконтурный турбореактивный двигатель с поворотным сужающимся реактивным соплом. На конце сопла расположен поворотный насадок, который обеспечивает отклонение вектора тяги в продольной вертикальной плоскости на угол ±12,5° от продольной оси двигателя. Двигатель обладает максимальной тягой в 4100 кгс. ПД могут работать на высоте не более 2,5 км и при скорости полёта, не превышающей 550 км/ч.

#### Струйные рули
Для маневрирования при вертикальном полёте, когда не эффективны обычные аэродинамические поверхности, на самолёте установлены струйные рули, воздух к которым поступает от ПМД. Для управления по курсу используется единственный струйный руль, размещённый в носовой части самолёта (на изделии 48-2 вместо него использовались два струйных руля, размещённых в концах хвостовых балок). Для управления по крену используются два струйных руля, установленных в законцовках крыла. Управление по тангажу осуществляется за счёт изменения соотношения тяг ПД и ПМД.

#### Топливные баки
Топливные баки размещены в фюзеляже самолёта (в его центральной части и в консольных балках хвостовой части), они способны вместить до 4400 кг (более 5000 л) топлива. Конструкцией также предусмотрена возможность размещения одного конформного топливного бака объёмом 2000 л под фюзеляжем и нескольких подвесных на подкрыльевых пилонах.

### Бортовое оборудование и системы
Бортовое оборудование Як-141 включает следующие основные компоненты:
- Прицельно-навигационный комплекс ПрНК-48М (объединяет элементы пилотажно-навигационного комплекса (ПНК) и различного радиоэлектронного и прицельного оборудования)
- Комплекс связи и наведения
- Оборудование регистрации, контроля и сигнализации
- Система электроснабжения

Конструктивно, оборудование самолёта расположено в трёх отдельных отсеках: в носовой части фюзеляжа, в районе воздухозаборников ПМД и в хвостовых консольных балках. Полный список бортового оборудования Як-141 и его структурная схема приведены в сворачивающемся блоке ниже.
| Список бортового оборудования Як-141 |
| --- |
| Радиоэлектронное и прицельное оборудование - СУВ (система управления вооружением) - БРЛС (бортовая радиолокационная станция) - СОИ (система отображения информации) - ИЛС (индикатор на лобовом стекле) - МФИ (многофункциональный индикатор) - БЦВМ (бортовая цифровая вычислительная машина) - ГО (аппаратура государственного опознавания) - СРЭП (система радиоэлектронного противодействия) - НСЦ (нашлемная система целеуказания) - СУО (система управления оружием) - ЛТСН (лазерно-телевизионная система наведения) Пилотажно-навигационный комплекс - Индикаторы: - ПНП (прибор навигационно-плановый) - ИКП (прибор командно-пилотажный) - ВБМ (высотомер барометрический) - УСМ (указатель скорости и числа М) - УАП (указатель угла атаки и перегрузки) - ДА (комбинированный прибор) - УВ (указатель радиовысоты) - ИНС (инерциальная навигационная система) - САУ (система траекторного управления) - СЦВ (навигационный вычислитель) - СДУ (система дистанционного управления самолётом) - СОС (система ограничительных сигналов) - РСБН (радиосистема ближней навигации и посадки) - САДРК (система аэродинамических данных и разовых команд) - СВС (система воздушных сигналов) - СН (спутниковая навигационная система) - АРК (автоматический радиокомпас) - РВ (радиовысотомер малых высот) Комплекс связи и наведения - Радиостанция МВ-ДМВ — 2 штуки - Аппаратура речевого оповещения - Аппаратура засекречивания Система электроснабжения - ПГЛ (генератор переменного трёхфазного тока 200/115В 400 Гц) — 2 штуки - ПТС (статический преобразователь 200/115В 400 Гц) — 2 штуки - ВУ (выпрямительное устройство) — 2 штуки - Аккумулятор — 2 штуки Оборудование регистрации, контроля и сигнализации - БАСК (бортовая автоматизированная система встроенного контроля и предупреждения экипажа) - Устройство регистрации - САС (система аварийной сигнализации) Примечание: выделенные курсивом элементы оборудования предполагалось реализовать после модернизации Як-141 (на схеме они заштрихованы). |

#### Радиоэлектронное и прицельное оборудование
На Як-141 используется система управления вооружением С-41М (М — «модернизированная»), которая является развитием ранних проектов СУВ для Як-41 — С-41 и С-41Д (Д — «доработанная»). Система построена вокруг многорежимной бортовой РЛС «Жук» с щелевой антенной решёткой (модификация М002). Данная радиолокационная станция аналогична РЛС истребителя МиГ-29М, но имеет меньшие габаритные размеры. Дальность обнаружения воздушных целей с ЭПР 3 м² составляет 80 км, малых надводных судов — 110 км. Станция способна сопровождать до 10 целей, а также обеспечивает обстрел 4 целей одновременно. Масса РЛС — 250 кг. Вся поступающая информация обрабатывается бортовой цифровой вычислительной машиной и предоставляется лётчику с помощью системы отображения информации. Средства отображения — индикатор на лобовом стекле и многофункциональные индикаторы. Последние на опытных «Яках» не применялись, хотя были установлены в одном из полноразмерных макетов кабины Як-41. В кабине второго лётного образца, находящегося в музее Вадима Задорожного, установлен индикатор прямой видимости (ИПВ). Планировалось также использование нашлемной системы целеуказания.
Аппаратура государственного опознавания представлена системой «Пароль», антенна которой расположена на носу самолёта, перед остеклением кабины пилота. Элементы системы радиоэлектронного противодействия расположены в законцовках крыла и в верхушках килей. В хвостовой части самолёта возможно размещение автоматов выброса дипольных отражателей и ложных тепловых целей. На самолёте также имеется система управления оружием (СУО), которая осуществляет проверку состояния авиационных средств поражения, размещённых на всех точках подвески, подготовку их к применению и последующий пуск. На серийных Як-141 предполагалось использование лазерно-телевизионной системы наведения, сопряжённой с лазерным дальномером и бортовой РЛС.

#### Пилотажно-навигационный комплекс
Навигационное оборудование Як-141 состоит из инерциальной навигационной системы, радиосистемы ближней навигации РСБН-6С «Ромб» и бортовой аппаратуры автоматической системы посадки на авианосец «Резистор-К4». Кроме того, имеется возможность использования на самолёте системы спутниковой навигации ГЛОНАСС. Кроме этого, пилотажно-навигационный комплекс включает системы траекторного и дистанционного управления самолётом и некоторые другие компоненты. Для управления как элементами оперения, так и струйными рулями используется полностью автономная цифровая электродистанционная система управления (ЭДСУ) с трёхкратным резервированием. Имеется также запасная механическая система управления (на одном из опытных образцов была установлена аналоговая ЭДСУ и отсутствовала запасная механическая СУ).

#### Комплекс связи и наведения
Представлен двумя радиостанциями диапазона метровых (МВ) и дециметровых (ДМВ) волн, аппаратуры речевого оповещения и аппаратуры засекречивания.

#### Система электроснабжения
Бортовая система электроснабжения Як-141 включает два генератора переменного трёхфазного тока (напряжением 200/115 В и частотой 400 Гц), два статических преобразователя, два выпрямительных устройства и два аккумулятора.

#### Оборудование регистрации, контроля и сигнализации
Состоит из бортовой автоматизированной системы встроенного контроля и предупреждения экипажа, устройства регистрации и системы аварийной сигнализации. Бортовой самописец расположен в отсеке в задней части левой хвостовой балки самолёта (на первом лётном образце он находится в специальном отсеке, расположенном над соплом ПМД и сдвинутом в сторону левого борта).

### Кабина
Кабина Як-141 имеет двухсекционный фонарь из органического стекла с плоским лобовиком из бронестекла. Сбрасываемая часть фонаря открывается вправо-вбок как на Як-38. Лётчик размещается в катапультируемом кресле К-36ЛВ. На вертикальном и переходном режимах полёта работает система автоматического катапультирования (САК) второго поколения СК-ЭМ. Она включается при отклонении сопла ПМД от горизонта на угол более 30° и срабатывает при достижении самолётом определённого сочетания углов и угловых скоростей крена, пикирования и кабрирования. Если верхняя створка ПД закрыта, то катапультирование происходит после отстрела фонаря, если же она открыта — то лётчик катапультируется прямо через остекление фонаря.
Приборный комплекс первого лётного образца состоит из набора аналоговых индикаторов, некоторые из которых позже были сняты и заменены на индикатор на лобовом стекле и индикатор прямой видимости. На предсерийном образце также стоят аналоговые индикаторы, но расположение некоторых из них другое. Как уже было отмечено выше, на всех опытных машинах многофункциональные индикаторы отсутствовали, хотя они были установлены в одном из полноразмерных макетов кабины Як-141. На серийных «Яках» могли быть установлены монохромные МФИ на электронно-лучевых трубках, аналогичные МФИ истребителей МиГ-29М и МиГ-29К.

### Вооружение
«Як» вооружён пушкой ГШ-30-1. Дополнительное вооружение может быть установлено на 4 подкрыльевых пилонах. Принятая на Як-141 номенклатура вооружения соответствует его назначению как многоцелевого самолёта. Поэтому вооружение включает управляемые ракеты «воздух—воздух» малой и средней дальности для борьбы с другими воздушными целями; ракеты «воздух — поверхность», противокорабельные и противорадиолокационные ракеты для поражения наземных объектов, кораблей, РЛС и средств связи противника; а также блоки НАР, пушечные контейнеры и свободнопадающие бомбы, что позволяет самолёту выполнять роли штурмовика и бомбардировщика.

#### Пушечное вооружение
Авиационная пушка ГШ-30-1 разработки Конструкторского бюро приборостроения размещена под фюзеляжем по левому борту (она закреплена неподвижно и частично утоплена в корпус самолёта). Пушка одноствольная, калибра 30 мм, применяется на большинстве самолётов производства СССР/России (МиГ-29, Су-27 и др.). Боезапас — 120 снарядов. Пушка оснащена системой водяного охлаждения, а также механизмом устранения осечек. Вес пушки — 50 кг, темп стрельбы — 1500—1800 выст/мин. Стрельба может осуществляться непрерывно или очередями. Эффективная дальность стрельбы по воздушным целям — 200—800 м, по наземным/надводным — 1200—1800 м. Для стрельбы могут использоваться осколочно-фугасно-зажигательные (ОФЗ) или бронебойно-трассирующие (БТ) снаряды. Пушка эффективна против легкобронированных наземных, надводных и воздушных целей.
Также на подкрыльевые пилоны возможно подвесить до четырёх пушечных контейнеров УПК-23-250. Каждый такой контейнер содержит авиационную пушку ГШ-23Л. Пушка двуствольная, калибра 23 мм. Боезапас — 250 снарядов. Вес контейнера со снаряжённым боезапасом — 218 кг (пустого — 78 кг), темп стрельбы — 3400 выст/мин. Эффективная дальность стрельбы — 2000 м.

#### Управляемые ракеты
Управляемое ракетное оружие является основным в арсенале Як-141. Самолёт способен нести различные модификации ракет Р-77 (РВВ-АЕ), Р-27, Р-73, Р-60, Х-25, Х-31, Х-35.
Ракета «воздух—воздух» малой дальности Р-60 разработана в Проектно-конструкторском производственном комбинате (ПКПК, будущее НПО «Молния»), и это первая советская УР такого класса. Калибр ракеты — 120 мм, масса — 43 кг, дальность пуска — от 0,3 до 10 км (зависит от высоты), скорость полёта — М=2,5—3. Ракета оснащена тепловой (инфракрасной) головкой самонаведения. Варианты БЧ — осколочно-фугасная, осколочная или стержневая. На Як-141 возможно применение как стандартной, так и модернизированной версии ракеты — Р-60М.
Ракета «воздух—воздух» малой дальности Р-73 также разработана в НПО «Молния». Калибр ракеты — 170 мм, масса — 105—110 кг в зависимости от модификации, дальность пуска — от 0,3 до 40 км (также зависит от модификации), скорость полёта — до 2500 км/ч. Ракета оснащена тепловой (инфракрасной) головкой самонаведения повышенной чувствительности и помехозащищённости. Боевая часть стержневого типа.
Ракета «воздух—воздух» средней дальности Р-27 разработана на Машиностроительном заводе «Вымпел» (будущее ГосМКБ «Вымпел»). Калибр ракеты — 230—260 мм в зависимости от модификации, масса — 253—355 кг, дальность пуска — от 0,5 до 130 км (дальность пуска и масса также зависят от модификации), скорость полёта — М=4,5. Модификации ракеты оснащаются различными головками самонаведения. Боевая часть — осколочно-фугасная или стержневая. Возможно использование ракет Р-27Р (с инерциально-полуактивной радиолокационной ГСН) и Р-27Т (с тепловой (инфракрасной) ГСН).
Ракета «воздух—воздух» средней дальности Р-77 (РВВ-АЕ) также разработана в МКБ «Вымпел». Калибр ракеты — 200 мм, масса — 175—225 кг в зависимости от модификации, дальность пуска также зависит от модификации и составляет от 0,3 до 110 км, скорость полёта — М=4—5. Ракета оснащена активной радиолокационной головкой самонаведения. Боевая часть — стержневая с микрокумулятивными поражающими элементами.
Ракета «воздух—поверхность» малой дальности Х-25 разработана в ОКБ «Звезда». Калибр ракеты — 275 мм, масса — 295—320 кг, дальность пуска — от 2 до 40 км (дальность пуска и масса зависят от модификации), скорость полёта — 400—900 м/с. Модификации ракеты оснащаются различными головками самонаведения. Боевая часть — фугасная или осколочно-фугасная.
Ракета «воздух—поверхность» средней дальности Х-31 также разработана в ОКБ «Звезда». Калибр ракеты — 360 мм, масса — 600—715 кг, дальность пуска — от 7,5 до 250 км (дальность пуска и масса зависят от модификации), скорость полёта — до 1000 м/с. Существуют два базовых варианта ракеты — противорадиолокационный (Х-31П, с пассивной радиолокационной ГСН и осколочно-фугасной БЧ) и противокорабельный (Х-31А, с активной радиолокационной ГСН и проникающей кумулятивно-фугасной БЧ). На «Яке» возможно использовать обе этих версии.
Противокорабельная ракета средней дальности Х-35 тоже является разработкой ОКБ «Звезда». Калибр ракеты — 420 мм, масса — 520 кг, дальность пуска — от 5 до 130 км, скорость полёта — М=0,9. Ракета оснащена активной радиолокационной головкой самонаведения. Боевая часть — проникающая осколочно-фугасная.

#### Неуправляемые ракеты
В состав вооружения Як-141 входят неуправляемые ракеты и пусковые блоки НАР калибром 80—240 мм.
- Блоки Б-8М1 с двадцатью ракетами С-8 в каждом;
- Блоки Б-13Л с пятью ракетами С-13 в каждом;
- Пусковые устройства АПУ-68У (УМ и УМ3) с одной ракетой С-24 на каждом.

Неуправляемая авиационная ракета С-8 разработана в Конструкторском бюро точного машиностроения (ОКБ-16). Калибр ракеты — 80 мм, масса — от 11 до 15 кг в зависимости от модификации, дальность пуска также зависит от модификации ракеты и составляет от 1200 до 4000 м. Блок Б-8М1 имеет 20 пусковых труб, масса пустого блока — 160 кг. Существуют модификации ракеты с разными типами БЧ — кумулятивно-осколочной (С-8КОМ), бетонобойной (С-8БМ), объёмно-детонирующей (С-8ДМ), фугасной (С-8ДФ, снаряжена объёмно-детонирующей смесью), тандемной кумулятивной (С-8Т), осветительной (С-8ОМ), маркировочной (С-8ЦМ), а также с БЧ в виде дипольных отражателей (С-8ПМ).
Неуправляемая авиационная ракета С-13 разработана в Институте прикладной физики (г. Новосибирск). Калибр ракеты — 122 мм, масса — от 57 до 75 кг в зависимости от модификации, дальность пуска также зависит от модификации ракеты и составляет от 1100 до 4000 м. Блок Б-13Л имеет 5 пусковых труб, масса пустого блока — 160 кг. Имеются следующие модификации ракеты: с бетонобойной БЧ (С-13), с проникающей двухмодульной БЧ (С-13Т), осколочно-фугасной БЧ (С-13ОФ), объёмно-детонирующей БЧ (С-13Д), термобарической БЧ (С-13ДФ).
Неуправляемая авиационная ракета С-24 разработана в филиале НИИ-1. Калибр ракеты — 240 мм, масса — 235 кг, дальность пуска — до 2000 м. Ракеты размещаются по одной на универсальных пусковых устройствах АПУ-68У (УМ и УМ3). Боевая часть — осколочно-фугасная, массой 123 кг.

#### Бомбы
Возможна подвеска до 6 авиационных боеприпасов свободного падения (АБСП) калибром до 500 кг. Это включает:
- Фугасные авиабомбы — ФАБ-100, ФАБ-250, ФАБ-500
- Осколочно-фугасные авиабомбы — ОФАБ-100, ОФАБ-250, ОФАБ-500
- Бетонобойные и противолодочные авиабомбы — БетАБ-500, ПЛАБ-250
- Зажигательные и объёмно-детонирующие авиабомбы — ЗАБ-100, ЗАБ-250, ЗБ-500, ФЗАБ-500, ОФЗАБ-500
- Кассетные авиабомбы — РБК-100, РБК-250, РБК-500

## Корабли-носители
В разное время Як-141 планировалось включить в состав авиагруппы следующих кораблей:
- ТАКРы проекта 1143 («Киев», «Минск») — первые советские корабли с авиагруппой из СВВП, вошли в состав флота, соответственно, в 1975 и 1978 годах. Предполагалось, что Як-141 станет заменой отслуживших своё Як-38 из корабельной авиагруппы. Однако из-за задержек в создании нового СВВП и сильного износа конструкций оба корабля в 1993 году были выведены из состава флота, так и не получив новые самолёты.
- ТАКР проекта 1143.3 («Новороссийск») — третий советский ТАКР, строился по изменённому проекту, и его авиагруппа должна была состоять уже из новых сверхзвуковых «Яков»[48]. Включён в состав флота в 1982 году. Однако здесь снова сказались задержки, и корабль принял на борт дозвуковые Як-38. Выведен из состава флота в 1991 году, также не получив новые самолёты[49].
- ТАКР проекта 1143.4 («Адмирал флота Советского Союза Горшков») — как и «Новороссийск», изначально проектировался под СВВП Як-141[50]. По сравнению с предыдущими авианесущими крейсерами имел увеличенную площадь угловой палубы, а также специальный газоотбойный щит и задерживающие устройства для обеспечения группового взлёта самолётов с коротким разбегом[51]. Ангар мог вместить 12[32] (по другим данным 14[52]) Як-141. Как и в случае с «Новороссийском», ТАКР «не дождался» поступления новых самолётов и был вооружён модернизированными штурмовиками Як-38М. В сентябре — октябре 1991 года на «Адмирале Горшкове» проходил корабельный этап испытаний Як-141, но случившаяся 5 октября авария одной из машин фактически привела к закрытию данной программы. Сам ТАКР в 2004 году был продан и перестроен для нужд ВМС Индии, но уже как носитель самолётов горизонтального взлёта и посадки (МиГ-29К).
- ТАКР проекта 1143.5 («Адмирал флота Советского Союза Кузнецов») — пятый корабль проекта 1143 проектировался как носитель самолётов горизонтального взлёта и посадки, но, тем не менее, планировалось, что Як-141 наряду с Су-27К и МиГ-29К составит основу авиагруппы корабля. ТАКР мог принять на борт до 28 «сто сорок первых». На палубе корабля были оборудованы 3 ВПП для вертикальной посадки самолёта (они были выложены термостойкими плитами АК-9ФМ), а его старт мог осуществляться как с третьей технической позиции (короткий разбег), так и с первой или второй позиций — в этом случае использовался трамплин и возрастала боевая нагрузка. Но задержки в разработке, а затем и авария не позволили «Яку» принять участие в испытаниях, проводившихся на борту «Адмирала Кузнецова» в 1989—1991 годах. В настоящее время авианесущий крейсер входит в состав Северного флота ВМФ России[53].
- ТАКР проекта 1143.6 («Варяг») — корабль одного с «Адмиралом Кузнецовым» типа, но с некоторыми изменениями в конструкции. Мог нести такое же количество «Яков». Не был достроен и был продан Украиной Китаю.
- АТАКР проекта 1143.7 («Ульяновск») — первый из серии ТАКРов с атомной энергетической установкой. По первоначальному проекту планировалось наличие нескольких Як-141 в составе авиагруппы. Был разрезан Украиной на стапеле в 1992 году.

Кроме того, Северным ПКБ были проработаны два проекта авианесущих кораблей под СВВП Як-141 — «Меркурий» и «Дельфин». На них использовалась сплошная прямая палуба с 3—5 позициями для вертикального взлёта и посадки, а также трамплин для обеспечения взлёта с коротким разбегом. Планировалась авиагруппа из не менее чем 10 «Яков», а также нескольких вертолётов Ка-27. Проектирование этих кораблей было прекращено после закрытия программы Як-141.
Также базирование Як-141 предполагалось в одном из вариантов универсальных десантных кораблей проекта 11780. Позже от этого варианта было решено отказаться. Разработка была прекращена.

## Представители

### Масштабные модели
В ходе раннего этапа проектирования прорабатывались два основных варианта будущего самолёта — с единой (один подъёмно-маршевый двигатель) и комбинированной (ПМД и несколько подъёмных двигателей) силовыми установками. Было изготовлено несколько масштабных моделей, демонстрирующих особенности выбранной конструкции.
Варианты с единой силовой установкой:
- Модель с б/н 41 — вариант с использованием выносной форсажной камеры вместо подъёмных двигателей. Представляет собой среднеплан, отличающийся высокорасположенными воздухозаборниками и использованием плоского двухкоординатного сопла у ПМД.
- Модель с б/н 71 — ранняя версия варианта, принятого в начале разработки за основной (имел прозвище «Монстр Шехтера» в честь руководителя команды разработчиков — Леона Шехтера). Единственный ПМД располагался в передней части фюзеляжа, а его сопло — возле центра масс самолёта. Такое расположение двигателя делало данный вариант похожим на Як-36.
- Модель с б/н 74 — поздняя версия «Монстра Шехтера». Из отличий — удлинённый фюзеляж, воздухозаборник ПМД дополнился полуконусом, задние стойки шасси в сложенном положении теперь размещались не в корпусе, а в специальных обтекателях в крыле.

Варианты с комбинированной силовой установкой:
- Модель без б/н — среднеплан, выполненный по аэродинамической схеме «бесхвостка».
- Модель с б/н 01 — близкий по компоновке к Як-38 вариант. Здесь вместо сопла ПМД также используются две поворотные насадки, имеются схожие по форме воздухозаборники и единственный киль.
- Модель с б/н 41 (вторая) — близкий к финальной версии вариант, отличающийся полукруглыми воздухозаборниками с полуконусами (подобные используются, например, на F-104).
- Модель с б/н 47 — финальная версия.
- Модель с б/н 70 — близкий к финальной версии вариант, отличающийся расположением подъёмных двигателей в носу перед кабиной лётчика, а также использованием плоского двухкоординатного сопла у ПМД.
- Модель с б/н 74 (вторая) — близкий к финальной версии вариант, отличающийся двумя боковыми створками, скрывающими сопло ПМД снизу при горизонтальном полёте (вместо одной, расположенной поперёк оси симметрии створки в финальной версии).
- Модель с б/н 77 — низкоплан, выполненный по схеме «утка». У ПМД два осесимметричных сопла.

### Модели для аэродинамической трубы
- Модель «Монстра Шехтера» чёрного цвета — использовалась для определения направления истечения выхлопных газов ПМД.
- Модель финальной версии — имела специальные крепления, позволяющие устанавливать её с разными углами атаки.
- Модель финальной версии чёрного цвета
- Модель финальной версии большого размера — модель в масштабе 1:10 с подвижными элементами оперения. Демонстрировалась в 1991 году на международном авиасалоне в Ле Бурже.

### Испытательные стенды и макеты кабины
- Комплексный стенд полунатурного моделирования для отработки бортового оборудования
- Стенд для отработки силовой установки — был подвешен на летающей лаборатории Ту-16ЛЛ (б/н 02).
- Ранний макет кабины — с аналоговыми приборами, был воплощён на опытных образцах.
- Поздний макет кабины — с МФИ на электронно-лучевых трубках.
- Симулятор Як-41 — с него начал своё знакомство с «Яком» лётчик-испытатель Андрей Синицын.

### Полноразмерные макеты
- Макет ранней версии Як-41 — с единым ПМД.
- Макет поздней версии Як-41 — с комбинированной силовой установкой.
- Массогабаритный макет Як-41 — использовался на Черноморском судостроительном заводе при постройке ТАКР «Баку»[54].
- Макет Як-41М

### Опытные образцы
Всего было построено четыре опытных самолёта, из них два для стендовых и два для лётных испытаний.
- «Изделие 48-1» (самолёт с б/н 48) — первый из серии опытных образцов Як-141, его сборка была завершена в первом квартале 1984 года. Он предназначался для испытаний на стенде сил и моментов (ССМ), что включало в себя отработку функционирования силовой установки и проверку всех систем машины[4][25]. Несмотря на наличие двигателей, не мог летать[22]. Испытания изделия 48-1 начались в сентябре 1984 года и продолжались вплоть до 1991 года. В их ходе была тщательно исследована работа силовой установки нового «Яка», влияние раскалённых выхлопных газов как на сам самолёт, так и на подвешенное на подкрыльевых пилонах вооружение. Именно на изделии 48-1 лётчик-испытатель Андрей Синицын впервые «вживую» ознакомился с работой силовой установки нового истребителя. За исключением сборки изделие 48-1 постоянно находилось в ЛИИ им. Громова. В начале 1990-х годов его хвостовая часть была использована для восстановления потерпевшего аварию второго лётного экземпляра[55].
- «Изделие 48-2» (самолёт с б/н 75) — первый лётный экземпляр, второй из серии опытных образцов Як-141, его сборка была завершена в декабре 1985 года, а 5 мая 1986 года самолёт был доставлен в ЛИИ им. Громова. Первый полёт изделие 48-2 совершило 9 марта 1987 года (лётчик Андрей Синицын). Впервые был представлен на авиакосмическом салоне в Фарнборо 6—13 сентября 1992 года с новым б/н 141, где совершал показательные полёты (лётчик Владимир Якимов). После этого демонстрировался на авиашоу МАКС-93 и 95, но уже только на статической экспозиции. Затем самолёт был выставлен в музее ОКБ Яковлева. В июле 2009 года передан в Музей техники Вадима Задорожного, где и находится в настоящее время. Самолёт имеет старую окраску, ему возвращён старый б/н 75, а на подкрыльевых пилонах подвешены макеты ракет Р-73 и Р-27Р.
- «Изделие 48-3» (самолёт с б/н 77) — третий из серии опытных образцов Як-141 и хронологически последний, предсерийный[9] лётный экземпляр. Был окончательно собран в июне 1987 года. Имел отличия от первой машины в приборном комплексе и компоновке кабины пилота, а также некоторые различия в конструкции. Совершил первый полёт 2 апреля 1989 года (лётчик Андрей Синицын). 5 октября 1991 года потерпел аварию (лётчик Владимир Якимов не пострадал) и позже был восстановлен как музейный экспонат (при этом он получил б/н 141 и новый окрас). В таком виде самолёт выставлялся на статической экспозиции авиасалона МАКС-93 на его московской площадке (Ходынское поле). Сейчас находится в Центральном музее Военно-воздушных сил РФ в Монино. Внешним свидетельством той катастрофы является отсутствие у машины двигателя.
- «Изделие 48СИ» (самолёт без бортового номера) — последний из серии опытных образцов Як-141, хронологически третий, был окончательно собран в июне 1986 года. Использовался для статических испытаний (оттого и литеры СИ в названии)[4], которые продолжались с 5 сентября 1986 года по 31 марта 1987 года. Результаты испытаний были учтены при сборке изделия 48-3 и модернизации изделия 48-2. Местонахождение изделия 48СИ в настоящее время неизвестно.

Кроме того, в разное время существовали планы на постройку ещё нескольких опытных машин:
- «Изделие 48-4» и «Изделие 48-5» — по плану 1984 года они должны были быть оборудованы аналогично изделию 48-3[56].
- «Изделие 48УТ» и «Изделие 48УТСИ» — соответственно, лётный экземпляр и образец для статических испытаний учебно-тренировочной версии Як-41[56].

Согласно более поздним планам планировалась постройка на Саратовском авиазаводе опытной партии из 8 самолётов (1 образец для наземных испытаний и 5 лётных образцов Як-41М, а также два лётных образца Як-41УТ). Эти планы так и не были реализованы. Однако, согласно некоторым источникам, сборка первого лётного образца спарки Як-41УТ не только началась, но и была доведена до 85 % готовности к моменту закрытия проекта.

## Окраска
Описание схем окраса и их приблизительные графические изображения выполнены по имеющимся цветным фотографиям самолёта.

### Модель раннего варианта Як-141
| Вариант окраски Як-141 — модель принятого варианта |
| -------------------------------------------------- |
|                                                    |

Масштабная модель, отражавшая выбранную компоновку, имела серый окрас. Носовой обтекатель, нижняя часть фюзеляжа и крыла, а также кромки килей были окрашены в белый цвет. Небольшая часть носа перед кабиной лётчика была окрашена в чёрный цвет. Предупреждающий «угол» перед входами воздухозаборников наносился красной краской, «остриём» вверх. Изображения Красной звезды были нанесены на обеих частях крыла с двух сторон, а также меньшего размера — на внешних сторонах килей. Бортовой номер был нанесён жёлтой краской с тёмной окантовкой на боковой поверхности воздухозаборников под местом, где начиналось удлинение крыла.

### Изделие 48-1
| Вариант окраски Як-141 — изделие 48-1 в 1984 году |
| ------------------------------------------------- |
|                                                   |

Первый опытный образец (изделие 48-1) имел ставший для Як-141 стандартным серый окрас. Носовой обтекатель был окрашен в тёмно-серый цвет, а кромки килей — в белый. Предупреждающий «угол» перед входами воздухозаборников наносился красной краской, «остриём» вниз. Внутри «угла» располагалась выполненная красным надпись «ОПАСНО». Также в красный была окрашена крышка отсека с тормозным парашютом. Изображения Красной звезды были нанесены на обеих частях крыла с двух сторон и на внешних сторонах килей. Во время испытаний на стенде сил и моментов звёзды на самолёте отсутствовали. Бортовой номер был нанесён жёлтой краской с тёмной окантовкой на боковой поверхности воздухозаборников перед клапанами подпитки ПМД.

### Изделие 48-2
| Вариант окраски Як-141 — изделие 48-2 в 1987 году |
| ------------------------------------------------- |
|                                                   |

Первый лётный экземпляр (изделие 48-2) на момент своего первого полёта (9 марта 1987 года) имел такой же окрас, как и у изделия 48-1, но с небольшими отличиями. Маленькая часть носа перед кабиной лётчика, а также часть килей у нижней поверхности рулей направления были окрашены в чёрный цвет. Бортовой номер был нанесён белой краской с тёмной окантовкой. Крышка отсека с тормозным парашютом была окрашена в серый цвет.
| Вариант окраски Як-141 — изделие 48-2 в 1991 году |
| ------------------------------------------------- |
|                                                   |

Во время испытаний на борту ТАКР «Адмирал флота Советского Союза Горшков» (сентябрь — октябрь 1991 года) изделие 48-2 имело слегка изменённый окрас — отсутствовали окрашенные ранее в чёрный цвет области в носовой и хвостовой частях самолёта, а кромки килей были окрашены в тёмно-серый цвет. Кроме того, появилось изображение Военно-морского флага СССР — оно было нанесено с обеих сторон самолёта, чуть позади носового обтекателя. Изображение флага ВМФ СССР имелось на изделии 48-2 не всё время испытаний — на некоторых фотографиях оно отсутствует.
| Вариант окраски Як-141 — изделие 48-2 в 1992 году |
| ------------------------------------------------- |
|                                                   |

Перед своим публичным дебютом на авиашоу в Фарнборо изделие 48-2 получило новый двухтонный камуфляж. Бортовой номер (изменённый на «141») был нанесён белой краской с красной окантовкой. Изображения Красной звезды на крыле были удалены, а на внешних сторонах килей — заменены российским триколором.
| Вариант окраски Як-141 — изделие 48-2 в музее |
| --------------------------------------------- |
|                                               |

Став экспонатом музея Вадима Задорожного, изделие 48-2 получило старый серый окрас. Изображение Военно-морского флага СССР отсутствует, а крышка отсека с тормозным парашютом окрашена в красный цвет. Бортовой номер имеет красную окантовку. Отлично иллюстрирует данную схему, например, вот эта фотография.

### Изделие 48-3
| Вариант окраски Як-141 — изделие 48-3 в 1989 году |
| ------------------------------------------------- |
|                                                   |

Окраска второго лётного экземпляра (изделие 48-3) на момент его первого полёта (2 апреля 1989 года) была аналогична приведённой выше окраске изделия 48-2 в 1991 году. Отличием было отсутствие изображения Военно-морского флага СССР, а также покрашенный в красный цвет бортовой самописец на конце левой хвостовой балки.
| Вариант окраски Як-141 — изделие 48-3 в музее |
| --------------------------------------------- |
|                                               |

Восстановленное после аварии, изделие 48-3 приобрело схожий с изделием 48-2 двухтонный камуфляж. Бортовой номер был нанесён белой краской без окантовки.

## Модификации
| Название модели                                        | Краткие характеристики, отличия. |
| ------------------------------------------------------ | --- |
| Як-41 (изделие 48)                                     | Проект сверхзвукового палубного истребителя ВВП, работы по которому начались в 1973 году. На его основе предполагалось создать учебно-тренировочный самолёт Як-41УТ, а также штурмовик ВВП палубного базирования. |
| Як-41М/Як-141 (изделие 48М)                            | Проект многоцелевого СВВП как корабельного, так и сухопутного базирования на основе наработок по СВВП Як-41. Из-за отставания по срокам разработки самолёт в 1988 году получил новое обозначение Як-141. Было построено 4 экземпляра Як-141, в том числе один предсерийный. Серийное производство Як-141 не состоялось из-за прекращения финансирования в 1992 году. |
| Як-41УТ (изделие 48У)                                  | Учебно-тренировочный вариант Як-41 с удлинённым фюзеляжем и тандемным расположением сидений лётчиков, планировался к серийному производству. Работы прекращены из-за отсутствия финансирования в начале 1990-х. |
| Як-43 (изделие 201)                                    | самолёт укороченного взлёта и посадки (СУВП), «сухопутная» версия Як-41 с увеличенной площадью крыла и двигателем НК-32 (максимальная тяга 25 000 кгс, используется на стратегическом бомбардировщике Ту-160) с поворотным соплом. Проект закрыт в начале 1990-х из-за отсутствия финансирования. |
| Палубный штурмовик ВВП на базе Як-41                   | Не вышел из стадии проектирования. |
| Проект самолёта нового поколения (известен как Як-201) | Проект самолёта 5-го поколения на основе СВВП Як-141, спроектированный ОКБ Яковлева по собственной инициативе и на собственные средства в середине 1990-х. Выполнен по схеме «утка» с использованием технологий снижения заметности. Силовая установка должна была включать новый ПМД с максимальной тягой в 17 500 кгс и механическим приводом на подъёмный вентилятор. Самолёт должен был обладать подъёмной массой в 21 500 кг (включая 6000 кг топлива) и боевой нагрузкой до 4200 кг. Боевой радиус нового СВВП должен был составить 2400 км при боевой нагрузке 1 тонна и 900 км при боевой нагрузке 2 тонны. Планировалось применение новых оружейных систем и авионики. Участвовал в конкурсе по программе ЛФИ (создание лёгкого фронтового истребителя для ВВС России), но не был принят заказчиком. |

## Полёты

### Взлёт
Як-141 способен осуществлять взлёт шестью способами:
- обычным способом — при этом сопло ПМД сохраняет положение в 0°, а подъёмные двигатели отключены.
- с коротким разбегом — при этом после начала движения запускаются подъёмные двигатели, а сопло ПМД начинает менять угол направления тяги до 62°. Длина разбега при этом составляет около 120 метров.
- с коротким разбегом и использованием задерживающих устройств — используется при базировании на авианесущих кораблях. Чтобы самолёт не сдвинулся с места под действием тяги двигателя, на палубе ТАКРа устанавливаются специальные задерживатели колёс шасси. Разбег при этом сокращается почти в два раза и составляет около 60—80 метров.
- со сверхкоротким разбегом — здесь также используются задерживатели, но при этом ещё до начала разбега сопло ПМД повёрнуто на угол 62°, а подъёмные двигатели запущены. Разбег сокращается до 6 метров.
- с использованием трамплина — предполагался для базирования «Яков» на ТАКРах проектов 1143.5, 1143.6 и 1143.7.
- вертикально — при этом включены подъёмные двигатели, а сопло ПМД отклонено на максимальный угол в 95°, двигатель позволяет взлетать с любой скоростью.

### Посадка
Посадка Як-141 может осуществляться двумя способами:
- обычным способом — для этого на самолёте имеется тормозной парашют.
- вертикально — предполагался для использования при базировании на авианесущих крейсерах.

### Наиболее значимые полёты
Всего за время испытаний на двух лётных образцах Як-141 было совершено более 250 полётов. Ниже приведён список наиболее важных из них.
| Дата                  | Образец                | Лётчик        | Описание                                            |
| --------------------- | ---------------------- | ------------- | --------------------------------------------------- |
| 9 марта 1987 года     | изделие 48-2 (б/н 75)  | Синицын А. А. | первый полёт                                        |
| 2 апреля 1989 года    | изделие 48-3 (б/н 77)  | Синицын А. А. | первый полёт второго лётного образца                |
| 29 декабря 1989 года  | изделие 48-3 (б/н 77)  | Синицын А. А. | первый полёт в вертикальном режиме                  |
| 10 июня 1990 года     | изделие 48-3 (б/н 77)  | Синицын А. А. | первый взлёт с коротким разбегом                    |
| 13 июня 1990 года     | изделие 48-3 (б/н 77)  | Синицын А. А. | первый полёт по полному профилю                     |
| 26 сентября 1991 года | изделие 48-2 (б/н 75)  | Синицын А. А. | первая посадка на борт авианесущего крейсера        |
| 30 сентября 1991 года | изделие 48-2 (б/н 75)  | Синицын А. А. | первый взлёт с борта авианесущего крейсера          |
| 5 октября 1991 года   | изделие 48-3 (б/н 77)  | Якимов В. А.  | авария второго лётного образца, лётчик не пострадал |
| 10 сентября 1992 года | изделие 48-2 (б/н 141) | Якимов В. А.  | первое показательное выступление на авиашоу         |

### Рекордные полёты
Лётчик-испытатель Андрей Синицын в течение апреля 1991 года поставил на Як-141 12 мировых рекордов, зарегистрированных в Международной авиационной федерации (ФАИ). Класс C — самолёты с двигателем. Подклассы: H (СВВП), H-h (СВВП с взлётной массой от 12 000 кг до менее 16 000 кг) и N (СУВП). Группа 3 — турбореактивные. Полный список рекордов приведён в таблице ниже.
| №  | Дата                | Вид рекорда                                | Достижение    | Статус  |
| -- | ------------------- | ------------------------------------------ | ------------- | ------- |
| 1  | 11 апреля 1991 года | Время подъёма на 12 000 м без груза        | 1 мин 56 с    | Текущий |
| 2  | 11 апреля 1991 года | Время подъёма на 12 000 м с 1 000 кг груза | 1 мин 56 с    | Текущий |
| 3  | 12 апреля 1991 года | Время подъёма на 3 000 м с 1 000 кг груза  | 1 мин 2,41 с  | Текущий |
| 4  | 12 апреля 1991 года | Время подъёма на 6 000 м с 1 000 кг груза  | 1 мин 14,37 с | Текущий |
| 5  | 12 апреля 1991 года | Время подъёма на 9 000 м с 1 000 кг груза  | 1 мин 29,09 с | Текущий |
| 6  | 24 апреля 1991 года | Наибольший груз, поднятый на 2 000 м       | 2507 кг       | Текущий |
| 7  | 25 апреля 1991 года | Высота полёта с 1 000 кг груза             | 13 115 м      | Текущий |
| 8  | 25 апреля 1991 года | Высота полёта с 2 000 кг груза             | 13 115 м      | Текущий |
| 9  | 25 апреля 1991 года | Время подъёма на 3 000 м с 2 000 кг груза  | 1 мин 8,5 с   | Текущий |
| 10 | 25 апреля 1991 года | Время подъёма на 6 000 м с 2 000 кг груза  | 1 мин 28,8 с  | Текущий |
| 11 | 25 апреля 1991 года | Время подъёма на 9 000 м с 2 000 кг груза  | 1 мин 50 с    | Текущий |
| 12 | 25 апреля 1991 года | Время подъёма на 12 000 м с 2 000 кг груза | 2 мин 10,5 с  | Текущий |

## Сравнение с аналогами

### Сравнение с другими СВВП ОКБ Яковлева

#### Як-38 / Як-38М
Як-141 является развитием идей, заложенных в Як-38. Однако, несмотря на схожую компоновку (1 ПМД и 2 ПД), эти машины имеют множество отличий. По словам лётчика-испытателя Андрея Синицына, три важных отличия Як-141 от предшественника это:
- хорошая механизация крыла, делающая самолёт более манёвренным;
- хорошая тяговооружённость, дающая возможность осуществлять быстрый разгон после вертикального взлёта, который к тому же полностью автоматизирован;
- меньшая дистанция торможения (около километра, что примерно в 2,5 раза меньше, чем у «тридцать восьмого»), которая обеспечивается возможностью отклонить сопло ПМД на −95° (при этом 5 градусов создают отрицательную горизонтальную составляющую).

Кроме того, Як-141 в отличие от своего предшественника обладал бортовой РЛС (Як-38 был способен атаковать только цели в поле зрения лётчика), а также мог «работать» по сверхзвуковым целям. Мощная силовая установка позволяла нести широкую номенклатуру вооружения, а увеличенные внутренние топливные баки (в 1,6 раза по сравнению с Як-38) вкупе с применением ПТБ позволяли довести боевой радиус до 900 км, что было почти в 10 раз больше, чем у «тридцать восьмого».

#### Як-39
Работы над Як-39 начались в 1979 году и некоторое время шли параллельно с работами над Як-41. Как и «сорок первый», Як-39 должен был стать многоцелевым самолётом — для этого на нём планировалось установить бортовую РЛС. Як-39 должен был иметь увеличенный боевой радиус по сравнению со своим предшественником — Як-38. Тем не менее, Як-39 всё ещё оставался дозвуковым самолётом, в чём уступал сверхзвуковому Як-41. На новой машине в качестве подъёмно-маршевого двигателя планировалось использовать Р28В-300, тяговые характеристики которого значительно уступали ПМД Як-41 (максимальная тяга — 7100 кгс против 15 500 кгс у Р79В-300). Предложение конструкторов использовать более перспективный Р30В-300 (который заимствовал некоторые конструктивные элементы Р79В-300 и находился в стадии разработки) было отклонено. Как и на Як-41, на Як-39 планировалось использование поворотных сопел у подъёмных двигателей. Планы по постройке опытных образцов нового самолёта не были реализованы, так как в 1985 году программа Як-39 была свёрнута в пользу его сверхзвукового «собрата» — Як-41.

### Сравнение с СВВП типа «Харриер»
Самолёты ВВП типа «Харриер» стали первыми серийными машинами этого класса и являлись основными соперниками Як-38 и Як-141. Они строились по другой компоновочной схеме — с единым ПМД, реактивные струи которого направлялись при помощи четырёх маленьких поворотных сопел. На момент первого полёта Як-141 в вооружённых силах государств блока НАТО уже активно эксплуатировалось второе поколение самолётов типа «Харриер» (BAE Harrier II и McDonnell Douglas AV-8B Harrier II), а также модернизированные машины первого поколения. Всё ещё оставаясь дозвуковым самолётом, обновлённый «Харриер» уже обладал бортовой РЛС.
По словам Андрея Синицына, манёвренность «Харриера» лучше, чем у Як-141, благодаря использованию отклоняемого вектора тяги. Но при этом происходят уменьшение горизонтальной составляющей и торможение самолёта, что в реальном бою может привести к поражению. В то же время на Як-141 Андрей Александрович успешно «крутил виражи», используя форсаж, которого «Харриер» лишён.
И «Як», и «Харриер» использовались для установки рекордов в классе СВВП. Без боевой нагрузки на высотах до 3 км «Харриер» показал себя лучше.

### Сравнение с другими сверхзвуковыми СВВП
Як-141 был далеко не первым сверхзвуковым СВВП — проекты создания таких самолётов прорабатывались ещё в 1950—1960-х годах. Успешных из них (то есть летавших и преодолевших скорость звука) известно только четыре — это французский Mirage IIIV и немецкий VJ 101, а также два участника американской программы создания самолёта пятого поколения JSF (1990-е — 2000-е) — X-32B и X-35B. Английские проекты P.1154 и P.125 были закрыты и остались лишь на бумаге, а американский XFV-12 хоть и был построен, но оказался неспособным к вертикальному полёту.

#### Mirage IIIV и VJ 101
Как и Як-141, «Мираж» и VJ имели комбинированную силовую установку. Выше уже было отмечено, что эти самолёты были лишь опытными машинами (было построено, соответственно, 3 и 2 экземпляра), не способными нести вооружение.
«Мираж», имевший 1 маршевый и 8 подъёмных двигателей, 12 октября 1966 года смог достичь скорости в 2,04 Маха. Вес множества двигателей делал почти невозможной подвеску какого-либо вооружения (боевая нагрузка серийного самолёта должна была составить 900 кг, и это при том, что он виделся создателям как тактический истребитель-бомбардировщик, носитель ядерного оружия), а их эксплуатация была невероятно сложна. Кроме того, «Мираж» достигал сверхзвуковых скоростей только при горизонтальном взлёте. Он разбился через 4 месяца после первого полёта, так и не перейдя звуковой барьер после вертикального взлёта.
Силовая установка VJ 101 состояла из 6 двигателей (4 ПМД и 2 ПД), а его максимальное достижение было поменьше[уточнить] — M=1,04 (хотя проектом предусматривалась максимальная скорость, соответствующеая M=2). VJ лишь ненамного превысил скорость звука, после чего проект тоже закрыли в пользу дозвукового СВВП VAK 191B.
«Як», в свою очередь, достиг скорости в 1,5 Маха, в то же время обладая возможностью нести до 2600 кг вооружений. Возможности самолёта были успешно доказаны 12 мировыми рекордами. При этом его силовая установка состояла из меньшего числа двигателей.

## Сходства и различия с F-35B
Несмотря на внешнюю схожесть, F-35B (модификация F-35 с ВВП) отличается от Як-141 по конструкции и компоновке. У F-35B, как и у Як-141, применена комбинированная силовая установка Rolls-Royce LiftSystem (1 ПМД + 1 подъёмный вентилятор), отсек с подъёмным вентилятором (он выполняет ту же функцию, что и два ПД на «Яке») также размещён за кабиной пилота, но как раз за счёт использования «холодного» вентилятора вместо двух ПД (как у Як-38, Як-141 и других подобные им) повышается устойчивость из-за уменьшения эффекта всасывания, которое образуется из-за горячего воздуха при полёте над землёй. Сопло подъёмно-маршевого двигателя также охвачено хвостовыми балками, хотя их длина меньше (из-за отсутствия в них струйных рулей как у Як-141) и имеют дополнительную систему понижения температуры выходящих потоков газов для снижения заметности в ИК диапазоне. Конструкция сопла ПМД использует идею воплощённую на Як-141 Р79В-300 (вращающиеся в противоположных направлениях сегменты). Но исторически, США имели опыт в создании двигателей с поворотным соплом, первый прототип был сделан в 1970-х годах для проекта СВВП Convair Model 200. Также Великобритания (Rolls-Roys) совместно с Германией (MAN Turbo) в конце 1960-х годов сделали двигатель с поворотным соплом RB.153 для проекта VJ 101E. Струйных рулей всего два и расположены под частями крыла, в то время как у Як-141 они находятся по периметру самолёта (хвост, нос и законцовки крыла). Несмотря на всё это, с 1991 по 1997 год компания-разработчик F-35, Lockheed Martin, сотрудничала с ОКБ Яковлева. По некоторым данным, в 1995 году яковлевцы с разрешения правительства России продали американцам всю документацию по Як-38 и Як-141.
Другим проектом сверхзвукового СВВП пятого поколения является X-32B фирмы «Боинг». В нём используется компоновка, как на самолётах типа «Харриер» — с единым подъёмно-маршевым двигателем F119-614C. Этот двигатель является модификацией двигателя, разработанного для самолёта F-22 «Раптор», однако помимо плоского сопла он имеет два передних маленьких сопла и струйные рули для ВВП. Основные плюсы X-32B, как и F-35B, перед «Яком» — это их малозаметность, наличие внутреннего отсека вооружений, большой боевой радиус. Также оба самолёта превосходят Як-141 по максимальной боевой нагрузке — 2600 кг у «Яка» против 6350 кг у X-32B и 6800 кг у F-35B. Кроме этого, важное преимущество F-35B (как и последних модификаций «Харриера») — это возможность дозаправки в воздухе, что позволяет увеличить боевой радиус.

## Лётно-технические характеристики
Источники

### Технические характеристики
- Экипаж: 1 человек
- Длина: 18,3 м
- Размах крыла:
  - в сложенном положении: 5,9 м
  - в развёрнутом положении: 10,1 м
- Высота: 5 м
- Площадь крыла: 31,7 м²
- Масса:
  - пустого: 11 650 кг
  - максимальная взлётная масса:
    - при разбеге 120 м: 19 500 кг
    - при вертикальном взлёте: 15 800 кг

  - масса топлива:
    - внутри: 4400 кг
    - в ПТБ: 1750 кг
- Нагрузка на крыло:
  - при максимальной взлётной массе: 615/498 кг/м²
- Двигатели:
  - Подъёмно-маршевый двигатель Р79В-300
    - тип двигателя: турбореактивный двухконтурный с форсажной камерой и управляемым вектором тяги
    - количество: 1
    - тяга:
      - максимальная: 1 × 10 977 кгс
      - на форсаже: 1 × 15 500 кгс

    - масса двигателя: 1850 кг
    - управление вектором тяги: −95°

  - Подъёмный двигатель РД-41
    - тип двигателя: турбореактивный одноконтурный с управляемым вектором тяги
    - количество: 2
    - тяга:
      - максимальная: 2 × 4100 кгс

    - управление вектором тяги: ±12,5°
- Тяговооружённость:
  - при максимальной взлётной массе: 0,78/0,98 кгс/кг

### Лётные характеристики
- Максимальная скорость:
  - на высоте 11 км: 1800 км/ч (М = 1,7)
  - у земли: 1250 км/ч (1,05 М)
- Практическая дальность:
  - при ВВП без нагрузки:
    - на высоте 10—12 км: 1400 км
    - у земли: 650 км

  - при УВП с нагрузкой 1 т:
    - на высоте 10—12 км: 2100 км
    - у земли: 1010 км
- Практический потолок: 15 000 м
- Боевой радиус: до 900 км
- Время барражирования на удалении 100 км: 90 мин.
- Длина разбега: 120 м (либо вертикальный взлёт)
- Максимальная эксплуатационная перегрузка: 7 g

### Вооружение
- Пушечное: 30-мм авиационная пушка ГШ-30-1, 120 патронов
- Боевая нагрузка:
  - при разбеге 120 м: 2600 кг
  - при вертикальном взлёте: 1000 кг
- Точки подвески: 5
- Варианты подвески:
  - УР «воздух-воздух»:
    - Р-77
    - Р-27
    - Р-73
    - Р-60

  - УР «воздух-поверхность»:
    - Х-25
    - Х-31
    - Х-35

  - пушечные установки:
    - 23 мм, 250 патронов

  - пусковые блоки НАР калибром от 80 до 240 мм
  - до шести бомб калибром до 500 кг

### Сравнительная таблица ЛТХ различных СВВП
|                                         | VJ 101 | Mirage IIIV | Як-38М | / Як-141 | AV-8B+ Harrier II Plus | X-32B  | F-35B Lightning II |
| --------------------------------------- | ------ | ----------- | ------ | -------- | ---------------------- | ------ | ------------------ |
| Внешний вид                             |        |             |        |          |                        |        |                    |
| Год первого полёта                      | 1963   | 1965        | 1983   | 1987     | 1992                   | 2001   | 2001/2008          |
| Максимальная взлётная масса при ВВП, кг | 8000   | 11 000      | 10 800 | 15 800   | 8868                   | н/д    | н/д                |
| Максимальная взлётная масса при УВП, кг | —      | —           | 11 800 | 19 500   | 14 060                 | 22 680 | 22 680             |
| Максимальная скорость, км/ч             | 1296   | 2148        | 1210   | 1800     | 1075                   | 1800   | 1930               |
| Практический потолок, м                 | н/д    | н/д         | 11 000 | 15 000   | 15 244                 | 15 240 | 15 000             |

## Як-141 в компьютерных играх
Фанатами созданы управляемые 3D-модели самолёта для следующих видеоигр:
- Microsoft Flight Simulator X[94]
- Arma[95]
- Arma 2[96]
- Wargame: Red Dragon
- War Thunder[97]

## Модели Як-141
Сборные модели самолёта присутствовали в линейке продукции следующих фирм:
- Anigrand Craftswork
  - модель М 1:72
  - модель малого размера, входит в состав набора модели экраноплана «Лунь»
- ART Model — модель M 1:72
- МАВИ — модель M 1:72
- Trumpeter
  - модель М 1:350, предназначенная для установки на модели кораблей
  - модель М 1:700, предназначенная для установки на модели кораблей
- Equipage — колёса для модели Як-141 М 1:72
- NH Detail — набор для деталировки модели Як-141 М 1:72 фирмы ART Model
- Hobby Model — бумажная модель М 1:33
- War Thunder  — Самолёт ветки СССР 8 ранга

### Рекомендуемая литература
- Берне Л. Як-141 — сверхзвуковая «вертикалка» // Крылья Родины. — М., 1994. — № 4. — С. 1—4. — ISSN 0130-2701.
- Берне Л. Як-141 — сверхзвуковая «вертикалка» // Крылья Родины. — М., 1994. — № 5. — С. 1—2. — ISSN 0130-2701.
- Берне Л. Як-141 — сверхзвуковая «вертикалка» // Крылья Родины. — М., 1994. — № 6. — С. 1—4. — ISSN 0130-2701.
- Колногоров В. В. Последний самолёт Советского Союза // Авиамастер. — М., 2003. — № 7. — С. 2—12.
- Yefim Gordon. Yakovlev Yak-36, Yak-38 & Yak-41: The Soviet 'Jump Jets' / Translation by Dmitriy Komissarov. — Hinckley, England, UK: Midland Publishing, 2008. — P. 101—131, 139—141. — 145 p. — ISBN 978-1-85780-287-0.

### Другие издания по теме
- Балакин С. А., Заблоцкий В. П. Советские авианосцы. Авианесущие крейсера адмирала Горшкова. — М.: Коллекция, Яуза, ЭКСМО, 2007. — 240 с. — 3000 экз. — ISBN 978-5-699-20954-5.
- Братухин А. Г., Валуев Н. О., Гисберг Л. А. и др. Морская авиация России. — М.: Машиностроение, 1996. — 238 с. — 4000 экз. — ISBN 5-217-02858-0.
- Лунёв Ю. Вертикалка // Мир авиации. — М., 1994. — № 6. — С. 16—25. — ISSN 0869-7450.
- Никольский М. Як-38 // Легендарные самолёты : журнал. — 2011. — № 13. — ISSN 2219-620X.
- Ружицкий Е. И. Европейские самолёты вертикального взлёта. — М.: Астрель, АСТ, 2000. — 256 с. — 10 000 экз. — ISBN 5-271-00863-0 (ООО «Издательство Астрель»), ISBN 5-17-002848-2 (ООО «Издательство АСТ»).
- Совенко А., Заярин В. Як-141: критический момент биографии // Аэрохобби. — Киев, 1992. — № 2 (2). — С. 17—22.
- Фомин А. В. Су-33. Корабельная эпопея. — М.: РА Интервестник, 2003. — С. 11—21, 30—48, 83—91, 104—106. — 248 с. — ISBN 5-93511-006-7.
- Швыдкин А. Як-141: прерванный взлёт // Авиапанорама. — М., 2005. — № 5—6.
- John Fricker and Piotr Butowski. Yakovlev's V/STOL Fighters. Yak-36, Yak-38, Yak-41 and Yak-141. — Hinckley, England, UK: Midland Publishing, 1995. — ISBN 1-85780-041-9.